# Lycaste measuresiana
Lycaste measuresiana là một loài thực vật có hoa trong họ Lan. Loài này được (B.S.Williams) Oakeley mô tả khoa học đầu tiên năm 2007.